# 39-я гвардейская ракетная дивизия
39-я гвардейская ракетная Глуховская ордена Ленина, Краснознамённая, орденов Суворова, Кутузова и Богдана Хмельницкого дивизия (сокр. 39 гв. рд, в/ч 34148) — ракетная дивизия в составе 33 ракетной армии.

## История
Сформирована 18 июля 1960 года в Пашино (Гвардейский), Новосибирской области как 212-я ракетная бригада из состава 21-й тяжёлой гаубичной артиллерийской бригады.
Первоначально входила в состав 27-го учебного артиллерийского полигона (27-й УАП), а с 10 марта 1961 года — в составе 7-го отдельного гвардейского ракетного корпуса.
Награды и почётное наименование получила 17 октября 1961 года от 1-й гвардейской артиллерийской дивизии прорыва РВГК.
30 мая 1961 года бригада переформирована в 39-ю гвардейскую ракетную дивизию.
С июня 1961 года до ноября 1964 года [по другим данным — до 1963 года] в состав дивизии также входил 739-й ракетный полк в Итатке, Томской области.
В течение 1963 года строительство боевых стартовых позиций было практически завершено, и дивизия обрела пятиполковую структуру. Исключение составлял только 367-й ракетный полк.
В марте 1964 года все дивизионы Р-16 переформированы в полки.
8 июня 1970 года дивизия вошла в состав 33-й гвардейской ракетной армии.
В 1977 году дивизия начинает перевооружение на ракетный комплекс РСД-10 Пионер (SS-20).
В 1989 году начинается перевооружение на ракетный комплекс РТ-2ПМ Тополь (SS-25).

## Командование
генерал-майор Артюх Макар Елизарович 07.1961 — 04.1967;
генерал-майор Алёшкин Анатолий Александрович 04.1967 — 03.1969;
генерал-майор Овчинников Николай Николаевич 03.1969 — 11.1975;
генерал-майор Придатко Леонид Сергеевич 11.1975 — 05.1983;
генерал-майор Кулдыков Семён Григорьевич 05.1983 — 07.1986;
генерал-майор Чертков Владимир Петрович 07.1986 — 07.1991;
генерал-майор Охрименко Николай Павлович 07.1991 — 11.1993;
генерал-майор Камалов Карим Шайсултанович 11.1993 — 10.1997;
генерал-майор Мазуров Валерий Михайлович 10.1997 — 06.2000;
генерал-лейтенант Привалов Геннадий Николаевич 06.2000 — 06.2002;
генерал-майор Рева Иван Фёдорович 06.2002 — 08.2004;
генерал-майор Пустовалов Николай Алексеевич 08.2004 — 05.2007;
полковник Братухин Николай Кириллович 06.2007 — 2010?;
полковник Стенькин Александр Викторович 2010? — 23.09.2015;
полковник Бурков Павел Николаевич 24.09.2015 — 10.10.2018;
генерал-майор Десюк Юрий Вадимович 11.10.2018 — 03.08.2021;
генерал-майор Фиофанов Данил Николаевич 04.08.2021 — по н.вр.; (полковник до 06.12.2023)

## Боевой состав

### Первоначальный состав
- 357-й гвардейский ракетный полк (в/ч 54097);
- 382-й гвардейский ракетный Бердский полк (в/ч 44238);
- 428-й ракетный полк (в/ч 73727);

### Состав в 1985 году (45 ПУ РСД-10 Пионер)
- 357-й ракетный полк с 9 ПУ РСД-10 Пионер;
- 382-й ракетный полк с 9 ПУ РСД-10 Пионер;
- 685-й ракетный полк (в/ч 07394) с 9 ПУ РСД-10 Пионер;
- 773-й гвардейский ракетный полк (в/ч 07399; с 2011 года — в/ч 43656), позывной «Сабля», с 9 ПУ РСД-10 Пионер;
- 826-й гвардейский ракетный полк (в/ч 12423), позывной «Журналист», с 9 ПУ РСД-10 Пионер.

### Состав в 1995 году (45 ПУ РТ-2ПМ Тополь)
- 357-й ракетный полк с 9 ПУ РТ-2ПМ;
- 382-й ракетный полк с 9 ПУ РТ-2ПМ;
- 773-й ракетный полк с 9 ПУ РТ-2ПМ;
- 428-й гвардейский ракетный Звенигородский Краснознамённый полк (в/ч 44197, с 1992 года — в/ч 73727), позывной «Слухач», с 9 ПУ РТ-2ПМ;
- 826-й ракетный полк с 9 ПУ РТ-2ПМ.

## Вспомогательные части
- 207-я отдельная вертолётная эскадрилья (в/ч 40260), передана ВВС
- 1541-я ремонтно-техническая база (в/ч 54245), в оперативном подчинении (часть 12 ГУМО)
- 2483-я техническая ракетная база (в/ч 96777)
- 303-й узел связи (в/ч 28151), в 2011 г. переформирована в подразделение управления рд
- 708-я отдельная рота охраны и разведки (в/ч 34148-Р);
- ?-я военная школа младших специалистов (в/ч 34148-Б);
- ?-й военный госпиталь (в/ч 57343);
- ?-я база материально-бытового обеспечения (в/ч 34148-Н);
- ?-й отдельный инженерно-сапёрный батальон(в/ч 34485);
- ?-я отдельная инженерно-техническая рота (в/ч 34485);
- 580-й отдельный дивизион боевого обеспечения (в/ч 34485);

## Вооружение
На 1985 год в составе дивизии 45 ПУ РСД-10 «Пионер».
На 1995 год в составе дивизии 45 ПУ РТ-2ПМ «Тополь» (пять ракетных полков — пятнадцать ракетных дивизионов).
На 2009 год в составе дивизии 27 ПУ РТ-2ПМ «Тополь» (три ракетных полка — девять ракетных дивизионов).